# A2 (Servië)

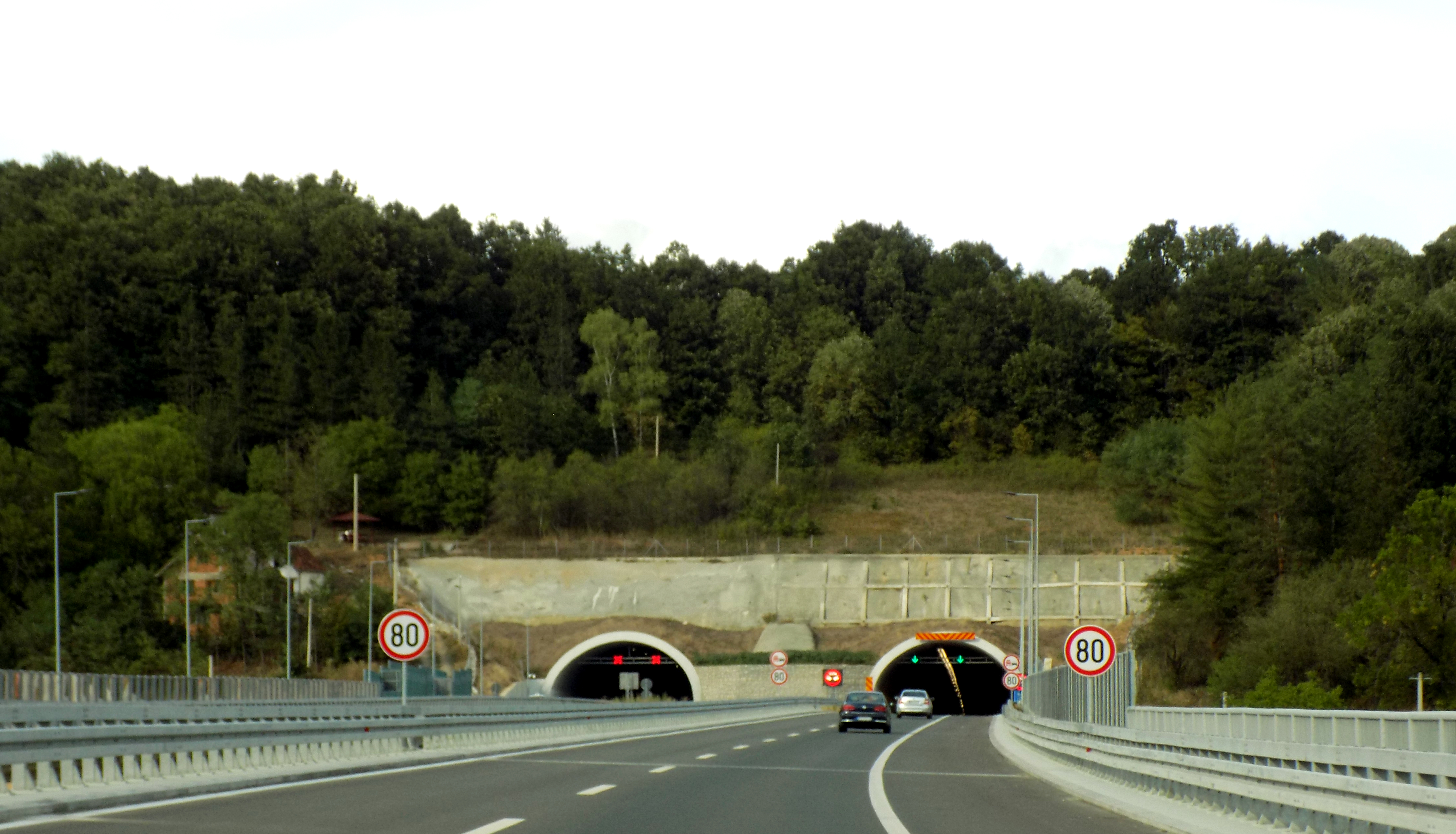

De A2 of Autoput 2 is een autosnelweg in Servië. De snelweg loopt van Belgrado tot via Čačak tot Požega en is voorlopig 149 kilometer lang. De weg werd aangelegd tussen 2011 en 2019, 2024 en 2025 en zal op termijn verlengd worden tot aan de grens met Montenegro. De A2 zal dan 258 kilometer lang zijn. De weg wordt ook de  Miloš de Grote-snelweg (Ауто-пут Милош Велики/Auto-put Miloš Veliki) genoemd.
A1 · 
A2 · 
A3 · 
A4 · 
A5 · 
A6 · 
A7 ·
A8 ·
A9 ·